# سبارفنفيلت
سبارفنفيلت (بالسويدية: Johan Gabriel Sparfwenfeldt)‏ (1655 - 1727 م) هو دبلوماسي ومستشرق سويدي.
كان حاجبا في القصر الملكي. رحل في الشرق والأندلس وأفريقية وجمع أربعين ونيفا من الكتب بلغات مختلفة، منها: «رسالة بالخيما» ، وهي الإسبانية المكتوبة بالحروف العربية، وتحوى فرائض دينية على مذهب مالك، وقد حققها ونشرها المستشرق سترسين.